# Karlheinz Kugelmann
Karlheinz Kugelmann (* 2. Juli 1912 in Dresden; † 31. Dezember 1941 an der Ostfront) war ein deutscher Studentenfunktionär und Gaustudentenführer für Hessen-Nassau.

## Leben
Kugelmann studierte von 1930 bis 1936 Mathematik, Physik und Chemie an der Universität Frankfurt am Main. Als Student war er Mitglied der Sängerschaft Rhenania Frankfurt. Bereits zum 1. August 1930 trat er der NSDAP (Mitgliedsnummer 271.716) und im selben Jahr auch der SA und dem NSDStB bei. 1937 bestand er das Referendarexamen. Im Dezember des Jahres wurde er (zunächst kommissarisch) Gaustudentenführer für den Reichsgau Hessen-Nassau. Diese Funktion hatte er bis zu seinem Tode inne. Als SA-Obersturmführer (seit 1939) nahm er am Zweiten Weltkrieg teil und starb an den Folgen einer Kriegsverletzung an der Ostfront.